# Gerólakkos
Gerólakkos är en ort i Cypern.   Den ligger i distriktet Eparchía Lefkosías, i den centrala delen av landet, 10 km väster om huvudstaden Nicosia. Gerólakkos ligger 188 meter över havet och antalet invånare är 2 777. Den ligger på ön Cypern.
Terrängen runt Gerólakkos är platt.Trakten runt Gerólakkos är mycket tätbefolkad, med 2 103 invånare per kvadratkilometer. Närmaste större samhälle är Nicosia, 10,1 km öster om Gerólakkos. Trakten runt Gerólakkos är i huvudsak tätbebyggd.